# Biron (Charente-Maritime)
Biron ist eine westfranzösische Gemeinde mit 240 Einwohnern (Stand 1. Januar 2022) im Département Charente-Maritime in der Region Nouvelle-Aquitaine.

## Lage
Biron liegt ca. 50 Meter ü. d. M. in einer Entfernung von etwa 26 Kilometer (Fahrtstrecke) südöstlich von Saintes in der Kulturlandschaft der Saintonge. Die Hauptstadt des Kantons, Pons, liegt etwa sechs Kilometer westlich. Weitere Orte mit eindrucksvollen romanischen Kirchen liegen nur wenige Kilometer entfernt: Pérignac, Bougneau, Échebrune, Chadenac, Avy, Marignac u. a.

## Bevölkerungsentwicklung
| Jahr      | 1968 | 1975 | 1982 | 1990 | 1999 | 2007 | 2016 | 2019 |
| Einwohner | 219  | 208  | 190  | 249  | 234  | 234  | 226  | 237  |

In der 1. Hälfte des 19. Jahrhunderts hatte der Ort deutlich über 400 Einwohner, doch durch die Reblauskrise und die zunehmende Mechanisierung der Landwirtschaft ging die Einwohnerzahl stetig zurück.

## Wirtschaft
Die Landwirtschaft (Getreide und Wein) spielt immer noch die größte Rolle im Wirtschaftsleben der kleinen Gemeinde, die zum Weinbaugebiet der Fins Bois in der Region Cognac gehört.

## Geschichte
Über die Geschichte von Biron sind keine speziellen Informationen publiziert. Die Geschichte des Ortes dürfte jedoch eng mit der von Saintes bzw. Pons verknüpft sein.

## Sehenswürdigkeiten

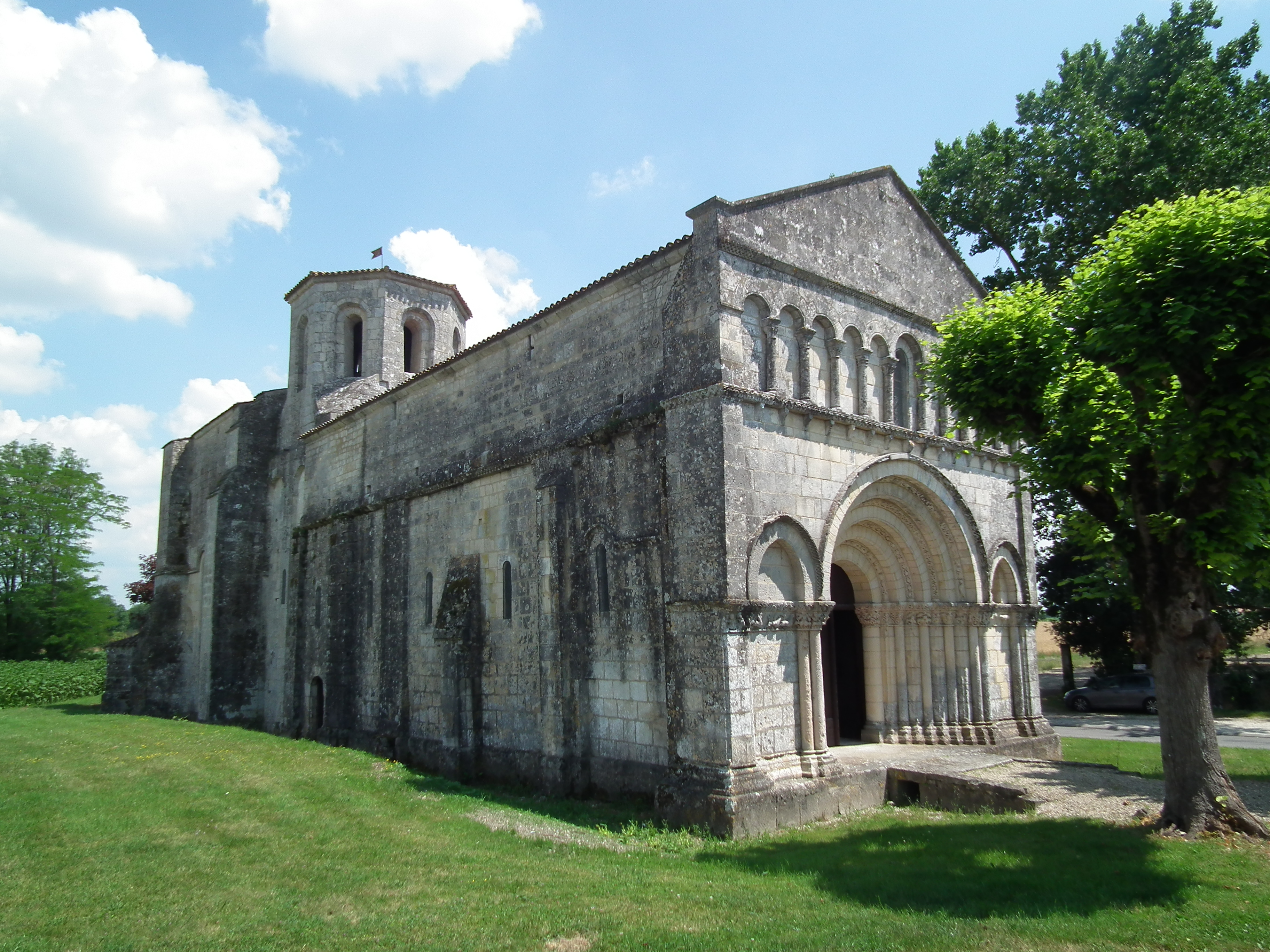
Biron, Kirche

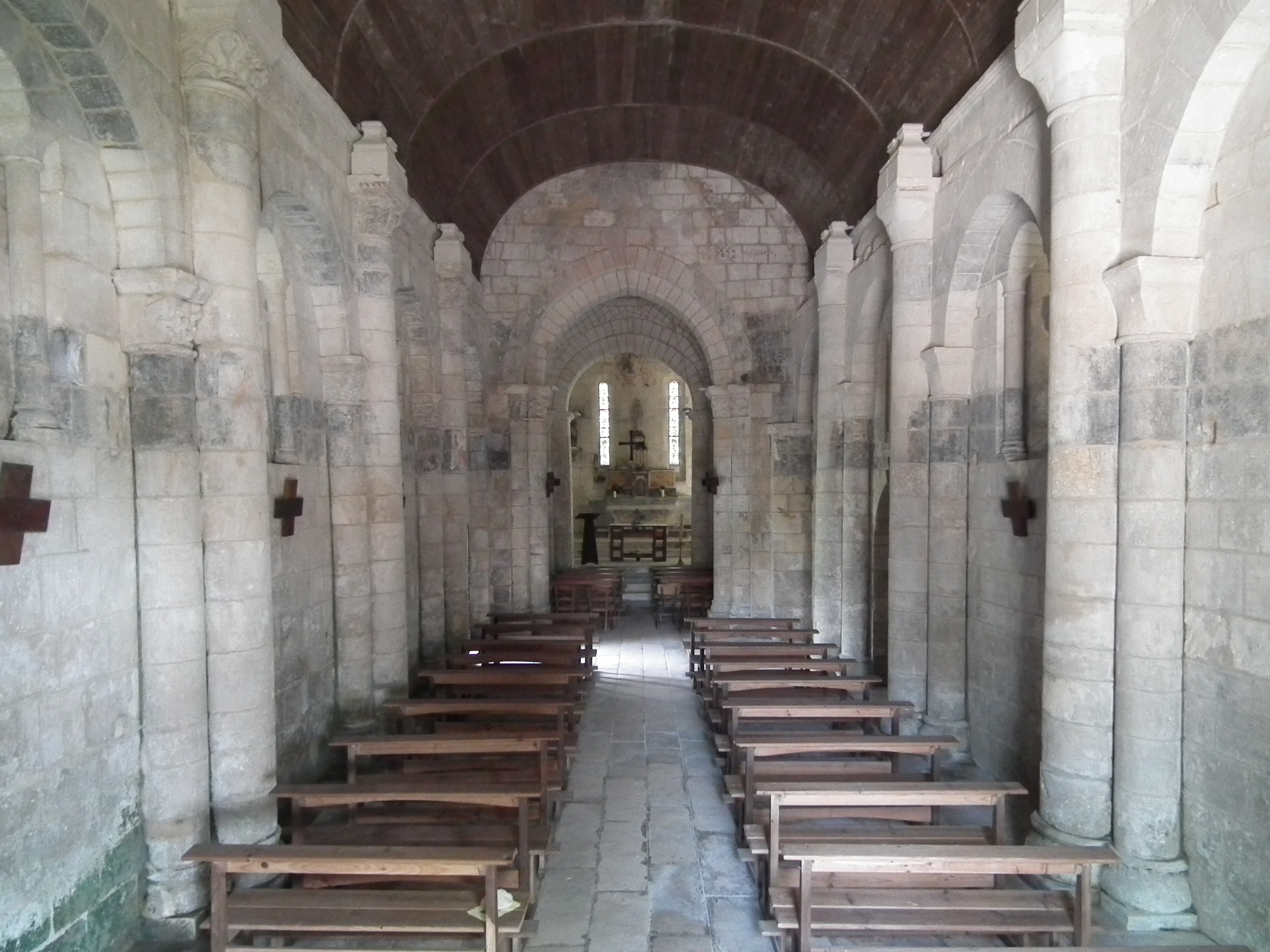
Kirchenschiff

- Wichtigste Sehenswürdigkeit von Biron ist die ehemals Saint-Eutrope, heute aber Notre-Dame geweihte Kirche, die im Wesentlichen dem 12. Jahrhundert – also der Stilepoche der Romanik – zuzurechnen ist. Im 15./16. Jahrhundert wurde auf der Südseite der mit einem geraden Schluss versehenen Apsis eine spätgotische Seitenkapelle hinzugefügt, die Apsis wurde mit einem Rippengewölbe eingewölbt und die Mauern von Apsis und Seitenwänden erhielten zu Verteidigungszwecken errichtete Maueraufbauten (Wehrkirche); die Seitenwände wurden jedoch nicht – wie andernorts (z. B. Écurat, La Couronne u. a.) – durch mächtige Strebepfeiler verstärkt. Der gedrungen wirkende oktogonale Vierungsturm hat Schallöffnungen in alle Himmelsrichtungen. Die Westfassade beeindruckt durch ihren harmonischen Aufbau in drei Ebenen: Die untere Ebene zeigt ein fünffach zurückgestuftes tympanonloses Archivoltenportal mit zwei kleineren seitlichen Blendportalen (Triumphbogenmotiv). Über einem Konsolenfries erhebt sich eine elfbogige  Blendarkadenzone – der mittlere Bogen ist gegenüber den anderen erhöht und hat ein Fenster zur Belichtung des Kirchenschiffs von Westen. Ein Gesims mit Klötzchenfries trennt die mittlere von der oberen Ebene, die nur aus einem schmucklosen Giebelfeld besteht. Der Portalschmuck besteht im Wesentlichen aus (Fabel-)Tieren, Blattwerk und abstrakten Ornamenten. Das einschiffige Innere der Kirche ist mit einem Holzgewölbe geschlossen, der Vierungsbereich hat eine Kuppel auf Pendentifs, die nahezu quadratische Apsis schließt nach oben mit einem achtteiligen Rippengewölbe ab. Große Blendarkaden und ausgeprägte Halbsäulenvorlagen lassen darauf schließen, dass eine steinerne Einwölbung des Kirchenschiffs geplant war, welches jedoch nicht zur Ausführung kam. Ein umlaufender, gemalter Fries aus dem 16./17. Jahrhundert ist bei vielen Kirchen der Region zu finden (z. B. Rétaud, Rioux). Die Kirche wurde im Jahre 1907 als Monument historique[1] eingestuft.
- Schräg vor der Kirche steht ein Steinkreuz aus dem 17. Jahrhundert, dass in seinem Aufbau und in seinem Gesamtcharakter stark an die in der Region verbreiteten Hosianna-Kreuze erinnert, in diesem Fall aber – wegen der Darstellung des Gekreuzigten – als Kalvarienkreuz (calvaire) bezeichnet wird. Das Kreuz wurde im Jahre 1949 ebenfalls als Monument historique[2] anerkannt.